# Amphiceratodon karooensis
Amphiceratodon karooensis är en skalbaggsart som beskrevs av Huchet 2002. Amphiceratodon karooensis ingår i släktet Amphiceratodon och familjen bladhorningar. Inga underarter finns listade i Catalogue of Life.